# Галех-дохтар

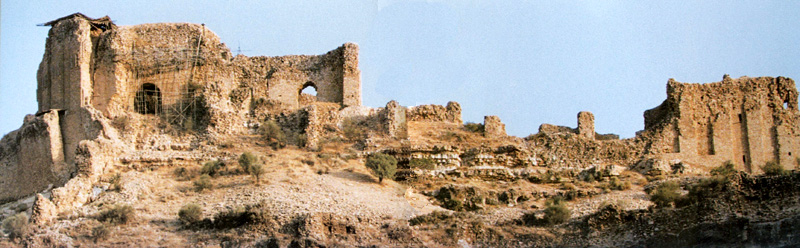
Руины Галех-дохтара

Галех-дохтар или Галаи-духтар (перс. قلعه دختر‎ — «Девичий замок») — руины Ардашир-Хварраха, столицы первого сасанидского царя Ардашира, на холме рядом с городом Фирузабадом в провинции Фарс (Иран).
Крепостное сооружение было возведено по приказу Ардашира в разгар его противостояния с парфянами, около 209 года, неподалёку от города Дария, где его дед служил жрецом в храме богини Анахиты. В названии крепости сохранилась отсылка к этой «божественной деве». Через 15 лет рядом с крепостью был построен более лёгкий дворец Ардашира, лишённый оборонительной функции.
Верхняя часть царской резиденции (приблизительно 4 метра в высоту) со сводом (предположительно арочной конструкции) утрачена. Вход в главный зал — через угловую башню прямоугольных очертаний. Памятник находится в аварийном состоянии и грозит обрушением.